# ダブルス (料理)

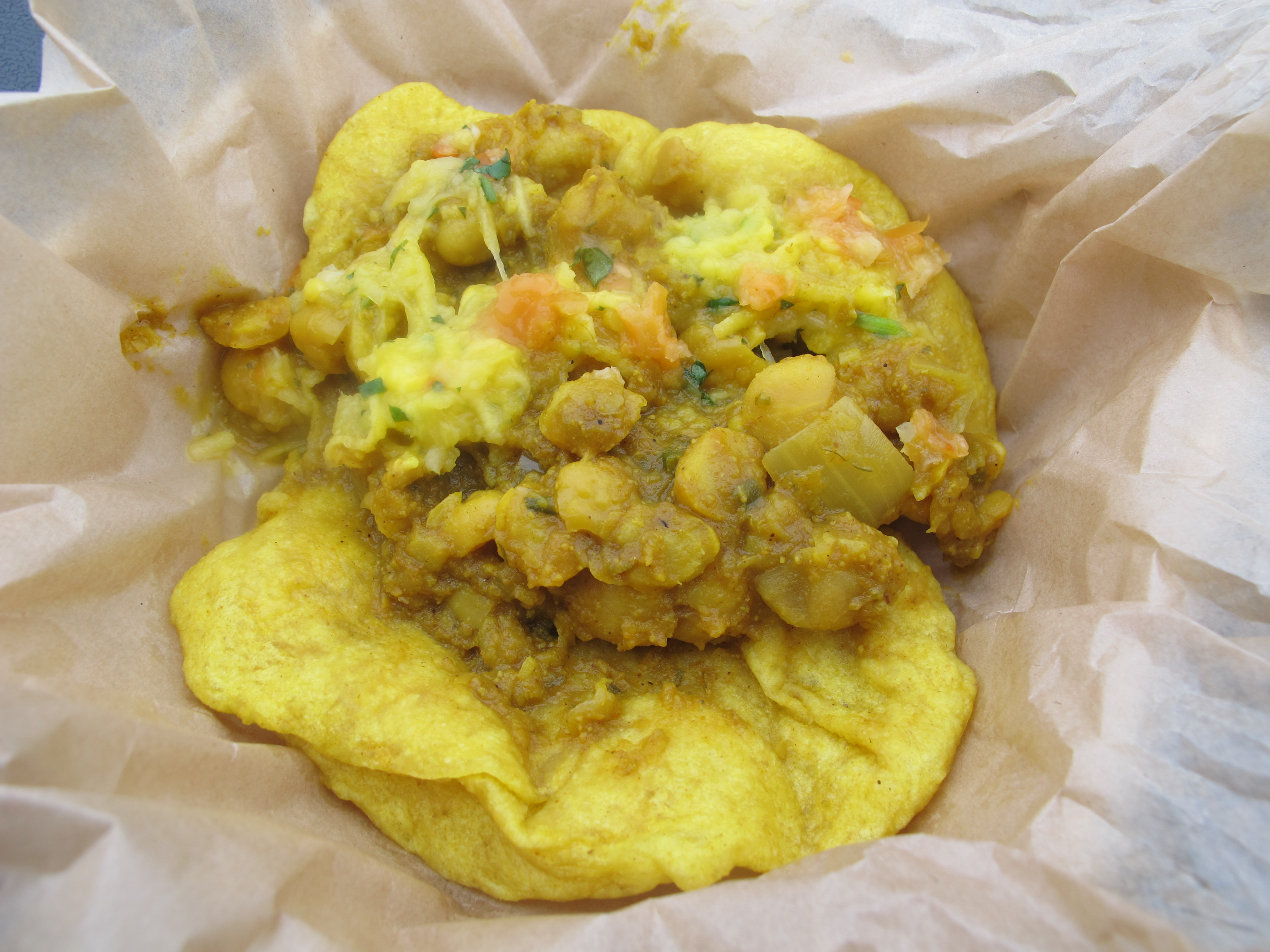
ダブルスの例

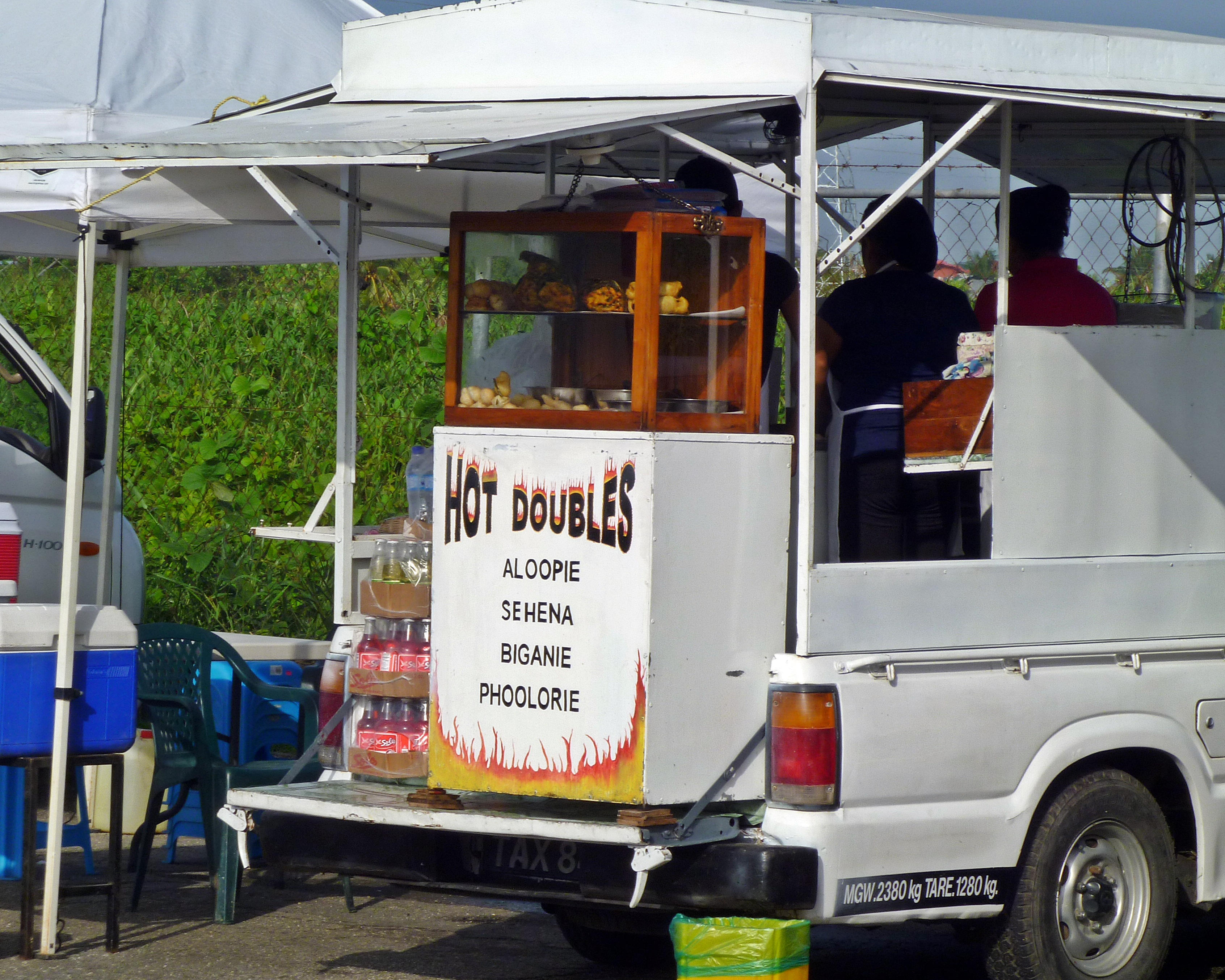
ダブルスを販売するワゴン車

ダブルス（英語: Doubles）はトリニダード・トバゴ発祥の料理。トリニダード・トバゴではスナック食品感覚で食されており、国民食としても人気が高い。
ヒヨコ豆のカレー（またはカレー風味のヒヨコ豆）、マンゴーのチャツネをロティ（全粒粉を用いた無発酵パン）に乗せた料理。マンゴーのチャツネに替えて、タマリンドソースやペッパーソースを使ったり、キュウリやトマトといった野菜を加えることもある。